# 苏联驻长春总领事馆
苏联驻长春总领事馆是苏联外交部驻在长春市的领事機構。

## 历史
1945年苏联红军驻中国东北时，在大连、哈尔滨、沈阳、长春设立了总领事馆。随后东北战场国共内战激烈，驻沈阳、长春的总领事馆人员撤走。
苏联驻长春总领馆馆址以前是关东军司令官官邸。总领馆内没有住房，仅有总领事的1套住宅。在1945-1946年间，在距总领馆主楼100-200米的地方,为总领馆的其他官员修建了住房。
1948年10月19日长春解放。10月22日，苏联驻长春副总领事波格丹诺夫、总领馆秘书罗满宁、总领馆司机乌格留莫夫(当地的苏联公民)来到长春市。与总领馆的工作人员一起来的还有苏联驻哈尔滨总领馆的译员萨茨、秋林公司分管干部的副董事长克赖涅夫(苏联外贸机构资产调查委员会负责人)，以及商务代表处、全苏粮食出口联合公司、苏联影片出口公司、远东银行、国际旅行社和远东对外运输公司的代表，一行共计14人与长春市市委书记朱光等一起从哈尔滨抵达长春。总领馆馆址以前是关东军司令官官邸在国军占领期间为新七军军长使用，战后发现所有地下室和部分副楼堆满了炮弹和其他弹药，要运走这些弹药，需要上百辆汽车；大楼里一片狼藉，所有房间都塞满了杂物、武器、文件、装备、砂土等，不少房间的玻璃都被打碎，门窗受到破坏；有些地方用固定的隔墙或临时的隔板作了改造。大楼的外表依旧。总领馆的院子很大，堆满了杂物，尽管有些地方遭到破坏，但总体上说依然完整。总领馆内部的建筑(值班亭和两个警卫室)全被破坏，车库已被改建，需要重新修建。副总领事波格丹诺夫向长春市人民政府提出要1945-1946年间中长铁路副董事长卡尔金居住过的那幢别墅作为临时馆址。